# جایزه بزرگ ایالات متحده ۱۹۶۶
جایزه بزرگ ایالات متحده ۱۹۶۶ (انگلیسی: ‎1966 United States Grand Prix‎) یک مسابقهٔ موتوری در رشتهٔ اتومبیل‌رانی فرمول یک بود که در تاریخ ۲ اکتبر ۱۹۶۶ در مسیر مسابقه جایزه بزرگ واتکینز گلن واقع در، برگزار شد. این گراند پری در میان ۹ گراند پری در فصل ۱۹۶۶، مسابقهٔ شمارهٔ ۸ بود.
در این مسابقه که در ۱۰۸ دور و به مسافت ۴۰۸٫۲ کیلومتر (۲۵۳٫۶۴۴ مایل) برگزار شد، پول پوزیشن توسط جک برابام کسب شد و سریع‌ترین زمان برای طی یک دور پیست که برابر با ۱:۰۹٫۶۷ بود نیز توسط جان سرتیز به ثبت رسید.
جیم کلارک از تیم لوتوس-بی‌آرام، جوهن رایندت از تیم کوپر-مازراتی و جان سرتیز از تیم کوپر-مازراتی به‌ترتیب مقام‌های اول تا سوم مسابقه را کسب کردند.

## رده‌بندی قهرمانی پس از مسابقه
|       | جایگاه | راننده      | امتیاز  |
| ----- | ------ | ----------- | ------- |
|       | ۱      | جک برابام   | ۳۹      |
|       | ۲      | جوهن رایندت | ۲۲ (۲۴) |
| ۱     | ۳      | جان سرتیز   | ۱۹      |
| ۱     | ۴      | گراهام هیل  | ۱۷      |
| ۵     | ۵      | جیم کلارک   | ۱۶      |
| منبع: |        |             |         |

|       | جایگاه | سازنده       | امتیاز  |
| ----- | ------ | ------------ | ------- |
|       | ۱      | برابام-رپکو  | ۴۰ (۴۳) |
|       | ۲      | فراری        | ۳۱ (۳۲) |
| ۱     | ۳      | کوپر-مازراتی | ۲۴ (۲۶) |
| ۱     | ۴      | بی‌آرام       | ۲۲      |
| ۱     | ۵      | لوتوس-بی‌آرام | ۱۳      |
| منبع: |        |              |         |

یادداشت
- تنها پنج جایگاه نخست از هر رده‌بندی نمایش داده شده‌است.